# Іліуполі
Іліуполі (грец. Ηλιούπολη — «сонячне місто») — муніципалітет в Греції, передмістя Афін. Іліуполі відомий як «місто площ».

## Населення
| Рік  | Населення | Приріст | Густота, км² |
| ---- | --------- | ------- | ------------ |
| 1981 | 69560     | —       | 5 350,77     |
| 1991 | 75037     | 5,477   | 5 772,08     |
| 2001 | 75904     | 867     | 5 965        |

## Персоналії
- Сократіс Гіоліас — грецький журналіст. Директор однієї з афінських радіостанцій Thema 98.9 FM.

## Міста-побратими
- Новий Сад,  Сербія
- Ларнака,  Кіпр